# Lyngsmosefæstningen
Lyngsmosefæstningen er en befæstet jernalderlandsby fra cirka 100 f.kr, 8 km nordøst for Ringkøbing ved Hover Å. Landsbyens konturer aftegnede sig på en mark ved en flyfotografering i 1977. Landsbyen undersøgtes arkæologisk 1999-2002 hvorved man fandt en vold som havde været palisadebeklædt, en omgivende voldgrav med spidse opadvendte træpinde i bunden samt 15 langhuse indenfor volden. Volden havde fire porte i hver deres kompasretning. Volden og husenes placering er nu markeret med tørveblokke og et område bl.a. med udsigtstårn for besøgende er anlagt.